# Tesoro de Sigsig
El Tesoro de Sigsig es una colección de artefactos y joyas de oro precolombinas que fueron encontrados en el poblado de Sigsig, provincia del Azuay, Ecuador. Las piezas formaron parte del ajuar funerario de un entierro indígena. Los enterramientos con grandes ajuares de oro eran comunes en la región, sin embargo, casi la totalidad de objetos de oro y plata que han sido recuperados de estos entierros fueron saqueados y fundidos. Afortunadamente, varias piezas del tesoro de Sigsig lograron sobrevivir a la fundición y se conservan hasta hoy en día,lo que las hace tan especiales. 
El tesoro fue encontrado en julio de 1889 o 1899, cuando un indígena de la localidad estaba excavando un desagüe cerca del convento del pueblo. Las noticias del descubrimiento se esparcieron rápidamente, lo cual atrajo varias personas, quienes terminaron de excavar la tumba y se apresuraron a saquear y fundir la mayoría de artefactos encontrados. Afortunadamente varias piezas fueron compradas por el guayaquileño Nicolás A. Rivadeneira, quien las llevó a su ciudad y las exhibió en la Exposición de la Filantrópica del Guayas de 1899. Las noticias del hallazgo también llegaron al etnólogo francés Paul Rivet, quien logró visitar el lugar y registrar la tumba antes de que fuera totalmente destruida. El padre fundador de la arqueología ecuatoriana, Federico Gonzáles Suárez también supo del descubrimiento, e hizo un reporte sobre el mismo en su libro Prehistoria Ecuatoriana. Finalmente, el arqueólogo estadounidense Marshall H. Saville, compró las piezas rescatadas por el señor Rivadeneira en nombre de la Fundación Heye en 1906 y las trasladó al Museo Nacional de los Indios Americanos, en Estados Unidos.
Las fuentes no se ponen de acuerdo sobre que cultura produjo estos artefactos. Según Gonzáles Suárez, se trata de artesanías de la cultura Cañari.El Museo de los Indios Americanos por otro lado, ha catalogado estas piezas como "posiblemente Moche".Sin embargo, investigaciones más modernas han concluido que la mayoría de tumbas que contenían grandes ajuares de oro y plata en la zona, incluyendo la que contuvo el tesoro de Sigsig, pertenecieron al período Tacalzhapa II (200 a. C. - 500 d. C.), es decir, a la cultura proto Cañari.
|                           |
| Brazalete y sellos de oro |

|                   |
| Ornamentos de oro |